# Arrondissement de Bad Kreuznach
 (mars 2025).
Si vous disposez d'ouvrages ou d'articles de référence ou si vous connaissez des sites web de qualité traitant du thème abordé ici, merci de compléter l'article en donnant les références utiles à sa vérifiabilité et en les liant à la section « Notes et références ».
L'arrondissement de Bad Kreuznach est un arrondissement  (Landkreis en allemand) de Rhénanie-Palatinat  (Allemagne). Son chef lieu est Bad Kreuznach.
Au 31 décembre 2022, sa population est de 161 307 habitants.

## Villes, communes & communautés d'administration
(nombre d'habitants au 31/12/2008)
| Villes indépendantes                             |
| - 1. Bad Kreuznach, (43 730) - 2. Kirn * (8 406) |

Communes fusionnées
| - 1. Commune fusionnée de Bad Kreuznach 1. Biebelsheim (658) 2. Frei-Laubersheim (1 085) 3. Fürfeld (1 564) 4. Hackenheim (2 040) 5. Neu-Bamberg (930) 6. Pfaffen-Schwabenheim (1 240) 7. Pleitersheim (336) 8. Tiefenthal (138) 9. Volxheim (1 080) - 2. Commune fusionnée de Bad Münster am Stein-Ebernburg 1. Altenbamberg (799) 2. Bad Münster am Stein-Ebernburg, Stadt * (3 791) 3. Duchroth (573) 4. Feilbingert (1 675) 5. Hallgarten (756) 6. Hochstätten (609) 7. Niederhausen (535) 8. Norheim (1 411) 9. Oberhausen an der Nahe (404) 10. Traisen (568) - 3. Commune fusionnée de Bad Sobernheim 1. Auen (224) 2. Bad Sobernheim, Stadt * (6 459) 3. Bärweiler (256) 4. Daubach (230) 5. Ippenschied (159) 6. Kirschroth (295) 7. Langenthal (100) 8. Lauschied (587) 9. Martinstein (317) 10. Meddersheim (1 335) 11. Merxheim (1.429) 12. Monzingen (1 682) 13. Nußbaum (438) 14. Odernheim am Glan (1 783) 15. Rehbach (41) 16. Seesbach (585) 17. Staudernheim (1 486) 18. Weiler bei Monzingen (475) 19. Winterburg (204) | - 4. Commune fusionnée de Kirn-Land [Sitz: Kirn] 1. Bärenbach (518) 2. Becherbach bei Kirn (415) 3. Brauweiler (61) 4. Bruschied (315) 5. Hahnenbach (559) 6. Heimweiler (438) 7. Heinzenberg (30) 8. Hennweiler (1 306) 9. Hochstetten-Dhaun (1 610) 10. Horbach (40) 11. Kellenbach (281) 12. Königsau (69) 13. Limbach (333) 14. Meckenbach (396) 15. Oberhausen bei Kirn (964) 16. Otzweiler (213) 17. Schneppenbach (269) 18. Schwarzerden (270) 19. Simmertal (1 961) 20. Weitersborn (260) - 5. Commune fusionnée de Langenlonsheim 1. Bretzenheim (2 420) 2. Dorsheim (676) 3. Guldental (2 557) 4. Langenlonsheim * (3 682) 5. Laubenheim (766) 6. Rümmelsheim (1 405) 7. Windesheim (1 794) - 6. Commune fusionnée de Meisenheim 1. Abtweiler (216) 2. Becherbach (931) 3. Breitenheim (442) 4. Callbach (395) 5. Desloch (392) 6. Hundsbach (404) 7. Jeckenbach (260) 8. Lettweiler (229) 9. Löllbach (224) 10. Meisenheim, Stadt * (2 821) 11. Raumbach (428) 12. Rehborn (751) 13. Reiffelbach (257) 14. Schmittweiler (230) 15. Schweinschied (178) | - 7. Commune fusionnée de Rüdesheim 1. Allenfeld (203) 2. Argenschwang (361) 3. Bockenau (1 274) 4. Boos (405) 5. Braunweiler (632) 6. Burgsponheim (263) 7. Dalberg (254) 8. Gebroth (155) 9. Gutenberg (972) 10. Hargesheim (2 854) 11. Hergenfeld (506) 12. Hüffelsheim (1 331) 13. Mandel (899) 14. Münchwald (314) 15. Oberstreit (264) 16. Roxheim (2 433) 17. Rüdesheim * (2 369) 18. Sankt Katharinen (345) 19. Schloßböckelheim (394) 20. Sommerloch (433) 21. Spabrücken (1 173) 22. Spall (165) 23. Sponheim (843) 24. Waldböckelheim (2 346) 25. Wallhausen (1 588) 26. Weinsheim (1 903) 27. Winterbach (471) - 8. Commune fusionnée de Stromberg 1. Daxweiler (842) 2. Dörrebach (697) 3. Eckenroth (218) 4. Roth (258) 5. Schöneberg (630) 6. Schweppenhausen (866) 7. Seibersbach (1 414) 8. Stromberg, Stadt * (3 163) 9. Waldlaubersheim (793) 10. Warmsroth (450) |

## Administrateur de l'arrondissement
- 1816–181800Damian Bitter (de)
- 1818–184600Philipp Ludwig Hout (de)
- 1846–186100Gustav von Jagow
- 1861–190200Otto Agricola (de)
- 1903–192000Erwin von Nasse (de)
- 1920–193300Erich Müser (de)
- 1923–192400Otto Ehrensberger (de)
- 19330000000Ernst Schmitt (de)
- 1933–193600Hellmuth Rademacher (de)
- 1936–194000Nikolaus Simmer
- 1940–194500Konrad Noell (de)
- 19450000000Philipp Palm
- 1945–194600Fritz Sieben
- 1946–196700Philipp Gräf (de)
- 1967–199000Hans Schumm (de)
- 1990–199100Walter Zuber (de), SPD
- 1991–200900Karl-Otto Velten, SPD
- 2009–201700Franz-Josef Diel, CDU
- 2017–202500Bettina Dickes (de), CDU